# NHL Network (canal de televisión estadounidense)
NHL Network es una cadena de televisión por cable y satélite estadounidense orientada a los deportes que es una empresa conjunta entre la National Hockey League (NHL), que posee una participación controladora del 84,4%, y NBCUniversal, que posee el 15,6% restante. Dedicada a brindar cobertura de transmisión de hockey sobre hielo, la cadena presenta transmisiones de juegos en vivo de la NHL y otras ligas de hockey profesionales y universitarias, así como contenido relacionado con la NHL que incluye programas de análisis, especiales y documentales.

## Historia

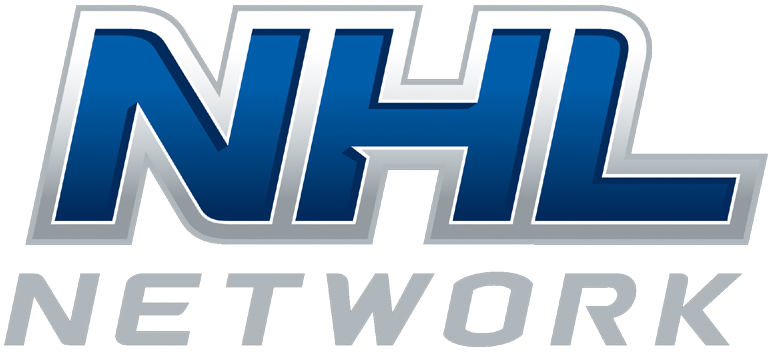
Logotipo usado entre 2009 y 2011

Lanzada el 1 de octubre de 2007, la NHL Network fue desarrollada a partir de una empresa conjunta entre la NHL y el proveedor de cable Comcast, como parte de un acuerdo de derechos de transmisión que resultó en que NBC Sports Network (entonces conocida como Outdoor Life Network) adquiriera derechos parciales de televisión por cable para la temporada regular, los playoffs y las finales de la Copa Stanley de la National Hockey League. Se convirtió en la tercera red de cable orientada a los deportes dedicada a la programación de y controlada por una de las principales ligas deportivas profesionales en los Estados Unidos y Canadá, después de NBA TV, propiedad de la National Basketball Association (que se lanzó en marzo de 1999) y NFL Network, propiedad de la National Football League (que se lanzó en noviembre de 2003); Major League Baseball lanzaría su propio canal de deportes, MLB Network, el 1 de enero de 2009.
El 1 de junio de 2015, el columnista de The Globe and Mail, David Shoalts, informó que NHL Network en Canadá cesaría sus operaciones el 1 de septiembre de 2015; los derechos de medios nacionales de la NHL en Canadá habían sido adquiridos por Rogers Communications a partir de la temporada 2014-15, y los empleados de Bell Media que administraban la división canadiense de la red en nombre de la NHL fueron despedidos en julio de ese año.
En agosto de 2015, se anunció que la NHL había llegado a un acuerdo de seis años con Major League Baseball Advanced Media (MLBAM) para hacerse cargo de la gestión de las propiedades digitales de la NHL, así como de NHL Network. Las operaciones y la producción de la programación de NHL Network se trasladaron de Toronto a las instalaciones de MLB Network en Secaucus, Nueva Jersey. Ha habido un pequeño intercambio de talentos entre las redes, y MLB Network promocionó de forma cruzada un juego de la NHL Stadium Series en Coors Field construyendo una pista de hockey a escala en su Studio 42 (que a su vez está diseñado para parecerse a un campo de béisbol a escala).Durante gran parte de la temporada 2015-16, los programas de estudio de NHL Network se originaron a partir de versiones redecoradas de los sets de estudio existentes de MLB Network (posibilitados por la falta de una superposición importante entre las temporadas regulares de las dos ligas). En abril de 2016, coincidiendo con el inicio de los playoffs , NHL Network presentó su propio set de 111 metros cuadrados, "The Rink".
La cadena seguirá operando bajo el nuevo consorcio de contratos de televisión de la liga de ESPN y Turner Sports a partir de la temporada 2021-22 (que excluye a NBCUniversal). NHL Network seguirá transmitiendo a nivel nacional juegos seleccionados que no sean transmitidos ni por ESPN ni por Turner.
La radio de la red NHL SiriusXM se lanzó en 2013.

## Contratos de transporte
Comcast, propietario del antiguo socio de cable de la liga, NBCSN, es también el mayor proveedor de televisión por cable de los Estados Unidos. La empresa estaba obligada contractualmente a ofrecer NHL Network en sus sistemas a más tardar en el verano de 2007, de modo que estuviera disponible a tiempo para la temporada 2007-08 de la NHL. Tanto Comcast como la NHL tenían la opción de rescindir su contrato después de la temporada 2006-07, lo que habría anulado la obligación de Comcast de lanzar una versión estadounidense de NHL Network, pero optaron por seguir adelante con el lanzamiento.
Desde su lanzamiento oficial en los Estados Unidos, la NHL Network anunció el 8 de octubre de 2007 que comenzaría a transmitirse ese mes en Cablevision, Charter, Cox Communications, DirecTV, Dish Network, Xfinity y Time Warner Cable a través de acuerdos de transmisión que se alcanzaron con cada uno de los proveedores. DirecTV ha transmitido NHL Network en el canal 215 desde el 31 de octubre de 2007.
NHL.com anunció el 12 de enero de 2009 que AT&T U-verse comenzaría a transmitir el canal. Esto fue seguido el 2 de junio de 2009 con el anuncio de que NHL Network y Comcast habían llegado a un acuerdo para transmitir el canal en el nivel Digital Classic del proveedor, lo que aumentó la cantidad de suscriptores del canal de los entonces estimados dos millones de suscriptores en su ubicación en el nivel "Entretenimiento deportivo" a más de 10 millones en su paquete Digital Classic.
En 2016, Sling TV se convirtió en el primer servicio de medios OTT en ofrecer NHL Network. 

### Disputas sobre el transporte
En 2011, AT&T U-verse se negó a transmitir NHL Network debido a un aumento planificado en los pagos de retransmisión.

## Programación

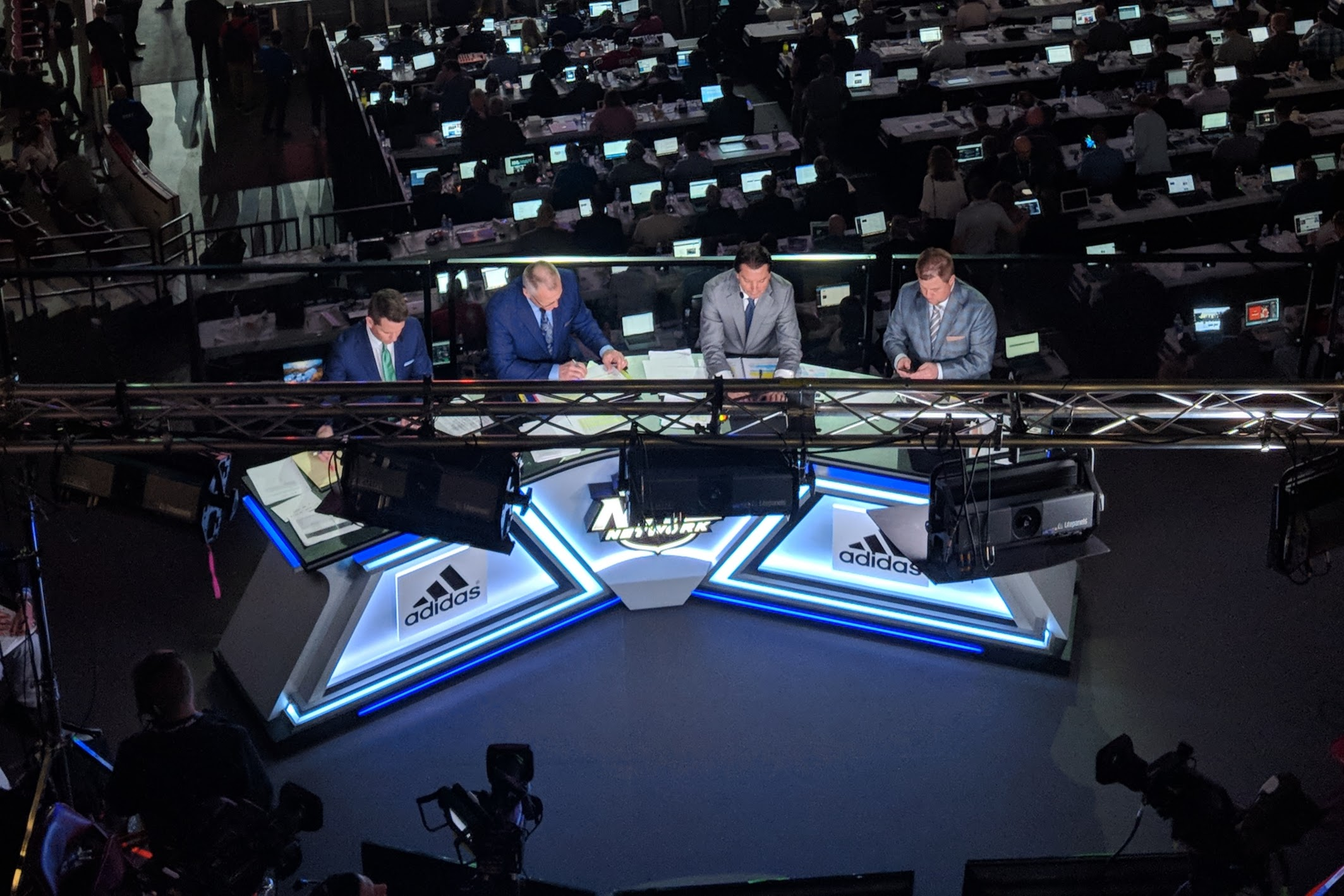
Set de transmisión de NHL Network en el Draft de entrada de la NHL de 2019 en Vancouver

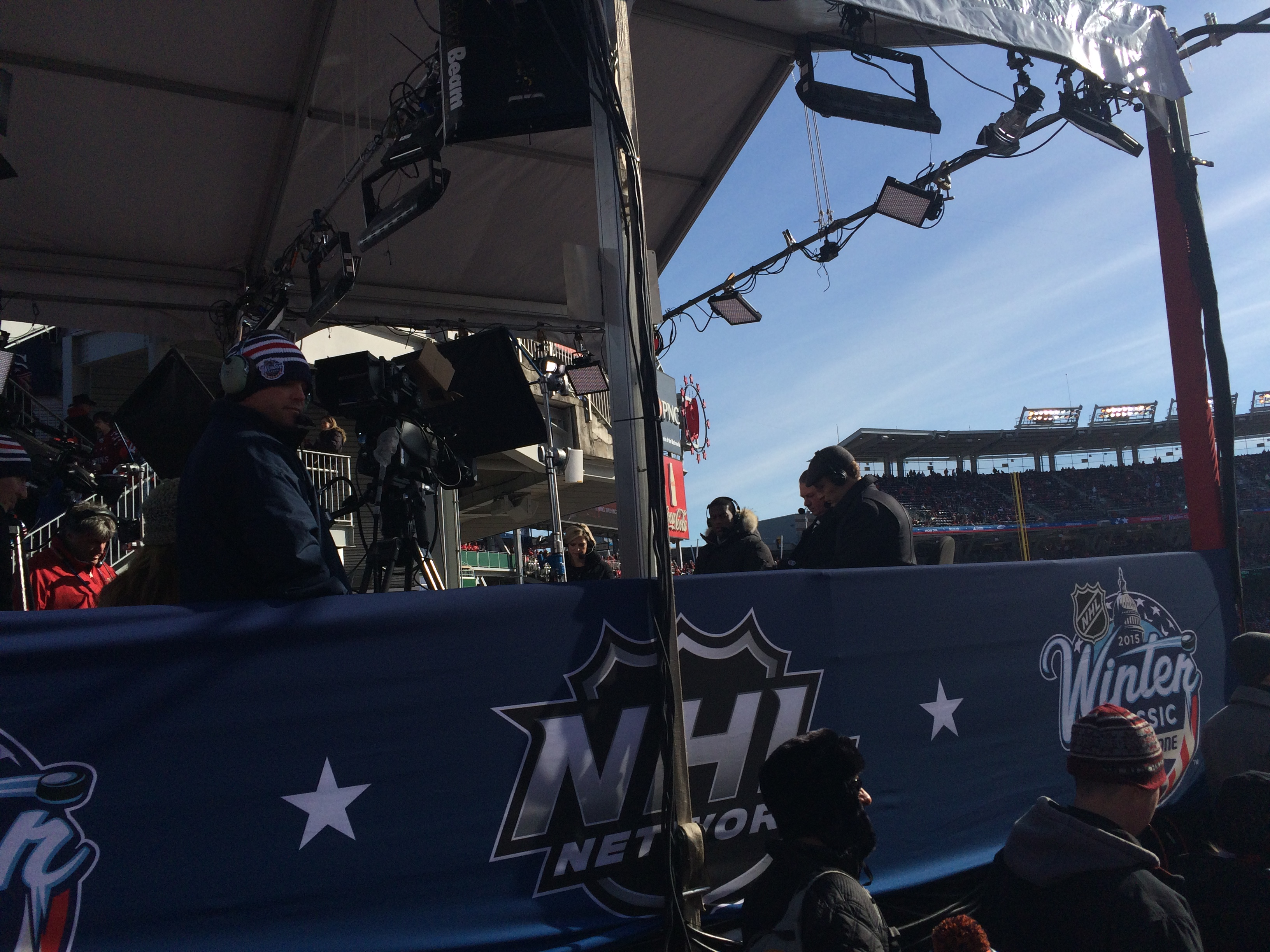
Set de transmisión de NHL Network en el Clásico de invierno de la NHL de 2015 en Washington D. C.

### Transmisiones de hockey
La NHL Network originalmente compartía cierta programación con su ahora extinta red hermana en Canadá, y las principales diferencias en la programación entre las dos redes eran la transmisión de comerciales dirigidos a nivel nacional y transmisiones de juegos en vivo. Para aquellos juegos de la NHL en vivo transmitidos durante la temporada, son principalmente transmisiones simultáneas de transmisiones de uno de los titulares de derechos regionales del equipo o del titular de derechos canadiense Sportsnet, incluida la cobertura de Hockey Night in Canada transmitida por CBC los sábados por la noche. En 2021, la cadena presentó sus primeras transmisiones originales, NHL Network Showcase, que sigue el modelo de MLB Network Showcase de MLB Network, y se transmite los fines de semana por la tarde.
Hasta la temporada 2021-22, NHL Network también transmitió juegos seleccionados de la primera ronda durante los Playoffs de la Copa Stanley.
NHL Network también ha transmitido otras ligas y eventos de hockey, como la American Hockey League, hockey universitario, y como transmisor oficial de EE. UU. para eventos de la IIHF como el Campeonato Mundial Juvenil de la IIHF.
También es el productor del servicio de televisión internacional NHL, que ofrece una transmisión global (tanto televisiva como en línea) para el Juego de las Estrellas y la Final de la Copa Stanley.

### Otros programas
- NHL Tonight (anteriormente NHL on the Fly ): el programa exclusivo de NHL Network, que cubre noticias de la NHL dentro y fuera de la pista con momentos destacados, entrevistas y análisis.[19]
- NHL Now : un programa que presenta entrevistas con jugadores de la NHL y opiniones de expertos de la NHL. El programa también muestra a los espectadores expresando sus opiniones en las redes sociales sobre noticias importantes del día.[19]
- On the Fly : un programa que presenta los momentos destacados de los juegos del día; su formato actual está inspirado en Quick Pitch de MLB Network.
- Top 10 – Un programa de cuenta regresiva centrado en temas relacionados con el hockey, desde grandes actuaciones hasta momentos memorables.
- Congelado en el tiempo : un programa retrospectivo que presenta una mirada retrospectiva a los mejores momentos de la NHL de jugadores, equipos y eventos especiales.
- Serie clásica : una colección de momentos destacados de una serie pasada de playoffs de la Copa Stanley .
- Juegos antiguos : NHL Network transmite transmisiones archivadas de juegos pasados de la NHL en su totalidad desde la emisora original del juego.
- Pioneros : una serie de perfiles en la que las leyendas de la NHL hablan sobre sus carreras innovadoras.
- Rink Reels : un programa de cine que transmite películas cinematográficas relacionadas con el hockey.
- NHL Network también tiene el derecho de transmitir varias películas de la Copa Stanley de los equipos ganadores de diferentes años.
- NHL Network Ice Time : una serie diseñada para jóvenes sobre el deporte del hockey que presenta instrucciones sobre el juego y entrevistas con jugadores de la NHL y está presentada por Jackie Redmond.
- Análisis y demostraciones : una serie que incluye clips de NHL Tonight y On the Fly que analizan en profundidad las jugadas y los jugadores que hacen funcionar la NHL.

## Personal
Los talentos actuales en el aire incluyen:
- Bruce Boudreau - analista de estudio
- Brian Boyle - analista de estudio
- Jamison Coyle - presentador del estudio
- Ken Daneyko - analista de estudio
- Jason Demers - analista de estudio
- Devan Dubnyk - analista de estudio
- Elliotte Friedman - experta en redes
- Lauren Gardner - presentadora de estudio y reportera
- Steve Gelbs - presentador del estudio
- Stu Grimson - analista de estudio
- Scott Hartnell - analista de estudio
- Jamie Hersch - presentador del estudio
- Thomas Hickey - analista de estudio
- Billy Jaffe - analista de estudio
- Mike Johnson - analista de estudio
- Mike Kelly - experto en redes
- Steve Konroyd - analista de estudio
- Alexa Landestoy - presentadora del estudio
- Bill Lindsay - analista de estudio
- Tony Luftman - presentador del estudio
- Kelly Nash - presentadora del estudio
- Dave Pagnotta - conocedor de la red
- Mark Parrish - analista de estudio
- Dave Reid - analista de estudio
- Mike Rupp - analista de estudio
- Siera Santos - presentadora del estudio
- Cory Schneider - analista de estudio
- Kathryn Tappen - presentadora del estudio
- Adnan Virk - presentador del estudio
- Erika Wachter - presentadora del estudio
- Kevin Weekes - analista de estudio